# Scarpasot
Lo scarpasot (nel dialetto locale scritto anche Scarpassôt cursèsch) è una scarpazza tipica di Correggio e, in generale, di bassa reggiana. Si tratta di un prodotto simile al più noto erbazzone (in emiliano scarpasòun) ma non contiene al suo interno alcuna pasta, dandogli un sapore e una consistenza differente.
Dal 2012 è un De..Co del comune di Correggio. Viene riconosciuto come P.A.T della Regione Emilia-Romagna.

## Riferimenti
- Reggio Emilia Welcome
- Eminviaggio
- Elenco dei prodotti agroalimentari tradizionali dell'Emilia Romagna